# Treizième Avenue
La Treizième Avenue est une rue de New York.

## Situation et accès
Cette voie est située à Manhattan

## Origine du nom
Les avenues de Manhattan sont orientées du nord au sud et numérotées d'ouest en est.
La Treizième Avenue est donc la treizième ligne verticale à partir de l'Hudson River.

## Historique
Elle a été construite en 1837 au bord du fleuve Hudson. Il n'en reste plus de nos jours qu'un segment le long d'un quai (Pier 54) entre Gansevoort street et Bloomfield street.